# Paul Girardet (Verleger, 1878)
Paul Girardet (* 6. Dezember 1878 in Essen; † 28. Juli 1970 auf Gut Buchberg in Gelting) war ein deutscher Verleger und Generalkonsul.

## Leben und Wirken
Paul Girardet war ein Sohn des Unternehmensgründers und Kommerzienrates Wilhelm Girardet. Sein ältester Bruder Wilhelm jr. führte als Nachfolger des Vaters die von ihm gegründete Druckerei in Essen weiter. Sein jüngerer Bruder Hellmut Girardet war Zeitungsverleger.
Nach dem Schulbesuch machte Paul Girardet eine Ausbildung im väterlichen Druckereibetrieb. An einer internationalen Handelsschule am Genfersee erwarb er sich kaufmännische Kenntnisse und nahm dort eine Tätigkeit in einem Druckereibetrieb auf. An der Universität Genf absolvierte er sprachliche, kunstgeschichtliche und literarische Studien. Anschließend machte er ein Jahr lang eine Ausbildung in einer Edinburgher Druckerei. 1901 setzte er die Ausbildung im zum väterlichen Unternehmen gehörigen Verlagshaus der Chemnitzer Neuesten Nachrichten fort und erweiterte sein Wissen mit Reisen nach Schottland, Skandinavien und Russland.
Sein Vater übertrug ihm am 1. Oktober 1903 die Leitung des Düsseldorfer Verlagshauses. Er gab dort die Düsseldorfer Nachrichten heraus, die unter seiner Leitung bis zum Ersten Weltkrieg zu einer einflussreichen Zeitung am Niederrhein wurden. Außerdem ließ er für den Verlag das Girardethaus in Düsseldorf an der Königsallee bauen.
Er nahm am Ersten Weltkrieg als Reserveoffizier teil. Am 8. Januar 1919 wurde das Düsseldorfer Druckhaus einmal von Kommunisten besetzt, die eine Ausgabe der Roten Fahne am Niederrhein herausbrachten. Während der Besatzungsjahre stand Girardet vor einem französischen Kriegsgericht, zudem wurde seine Zeitung mehrfach verboten. Später erwarb er sich weitere berufliche Kenntnisse auf einer längeren Reise durch die Vereinigten Staaten.
Ab 1925 war er ungarischer Generalkonsul. Seine Kontakte zum Reichsverweser Horthy halfen ihm, die Düsseldorfer Nachrichten nach der Machtergreifung 1933 zu behalten. Nachdem die Nationalsozialisten die Aufteilung des Girardet-Konzerns in einzelne, selbständige Unternehmen anordneten, wurde Girardet 1936 Alleininhaber des Düsseldorfer Verlags samt Druckhaus, musste aber den General-Anzeiger der Stadt Wuppertal 1936 aufgeben.
Nach dem Zweiten Weltkrieg baute er seinen Verlag in Düsseldorf wieder auf. Nach dem Ende der Lizenzzeit gab er ab dem 1. Oktober 1949 wieder die Düsseldorfer Nachrichten sowie später auch die Westdeutsche Zeitung heraus.
Girardet war 1912 Gründungsmitglied des Industrie-Clubs Düsseldorf.  Zudem war er ein bedeutender Kunstsammler. Seine Bestände, von allem niederländische Maler der 17. Jahrhunderts, vermachte er teilweise dem Kunstmuseum Düsseldorf.
Girardet starb kinderlos im Alter von 91 Jahren auf seinem Gutshof in Oberbayern. Nach seinem Tod übernahmen seine Verwandten Hellmut, Michael und Klaus Girardet den Düsseldorfer Verlag W. Girardet und führten ihn zusammen mit dem gleichnamigen Verlag in Wuppertal, der den General-Anzeiger herausgab.

## Ehrungen
Paul Girardet war Träger des Großkreuzes des Königlich-ungarischen Sankt Stephans-Ordens. Außerdem wurde ihm an seinem 75. Geburtstag das Große Bundesverdienstkreuz verliehen. Zudem war er seit 1930 Ehrenbürger der Gemeinde Gelting in Oberbayern, wo er einen Mustergutshof betrieb.